# بی‌کربنات
در شیمی آلی به یک شکل میانه از پروتون‌زدایی کربنیک اسید بیکربنات یا هیدروژن‌کربنات می‌گویند. بیکربنات در دستگاه تنظیم پی‌اچ بدن نقشی حیاتی دارد. بیکربنات‌ها باعث سختی آب هم می‌شوند. اگر بیکربنات با +H ترکیب شود کربنیک‌اسید را به وجود می‌آورد. کربنیک‌اسید باعث اسیدی شدن خون می‌شود. کربنیک‌اسید از ترکیب کربن‌دی‌اکسید و آب به وجود می‌آید. عامل ترکیب این دو مولکول آنزیم کربنیک‌انیدراز هست که در غشای درونی گویچۀ قرمز خون وجود دارد.
بیکربنات می‌تواند توسط یاخته‌های کبد (ذخیره شده در کیسه صفرا) و لوزالمعده به رودۀ باریک ترشح شود تا pH در درون رودۀ باریک قلیایی شود و افزایش یابد علاوه برآن یاخته‌های پوششی مخاط رودۀ باریک نیز، خود می‌توانند بیکربنات را ترشح کنند.

## ساختار

ساختار بیکربنات

یون بیکربنات یا یون هیدروژن‌کربنات یک آنیون با فرمول تجربی HCO3− و جرم مولکولی 01/61 amu (دالتون) است. این مولکول از یک اتم کربن که به‌وسیلهٔ ۳ اتم اکسیژن که یکی از آن‌ها با یک هیدروژن پیوند دارد و با چیدمان سه‌وجهی فراگرفته شده، تشکیل شده دارد. یون کربن دارای یک بار قراردادی ۱- است و بار مزدوج کربنیک اسید (H2CO3) و اسید مزدوج کربنات (CO32−) می‌باشد که در واکنش‌های زیر با آن به تعادل شیمیایی می‌رسد:
CO32− +2 H2O ⇋ HCO3− + H2O + OH− ⇋ H2CO3 +2 OH−
H2CO3 +2 H2O ⇋ HCO3− + H3O+ + H2O ⇋ CO32− +2 H3O+